# جوزيف جونسون هارت
جوزيف جونسون هارت (بالإنجليزية: Joseph Johnson Hart)‏ هو سياسي أمريكي، ولد في 18 أبريل 1859 في ناياك في الولايات المتحدة، وتوفي في 13 يوليو 1926 في بروكلين في الولايات المتحدة. حزبياً، نشط في الحزب الديمقراطي. وقد انتخب عضو مجلس النواب الأمريكي.